# 去乙酰基海杧果素
去乙酰基海杧果素（英語：deacetyltanghinin）是一种有细胞毒性的强心苷，属于黄夹竹桃糖苷，化学式C30H44O9，可见于海杧果、海檬树等物种。海杧果树叶、树皮和种子中均有分布，其中在种子内是最主要的甾体糖苷。其可由海杧果素在碳酸氢钾作用下，糖基中的乙酰基离去得到。研究表明其对口腔人类表皮样癌细胞、人类乳腺癌细胞和人类小细胞肺癌细胞具有细胞毒性。